# 정관중학교
정관중학교(鼎冠中學校)는 대한민국 부산광역시 기장군 정관읍 용수리에 있는 공립 중학교이다.

## 학교 연혁
- 2014년 7월 25일 : 설립 인가 (일반 30, 특수 1학급)
- 2015년 2월 15일 : 준공 허가
- 2017년 3월 1일 : 초대 양화진 교장 취임
- 2017년 3월 2일 : 개교 및 제1회 입학식(9학급, 1특수학급, 248명)
- 2018년 3월 2일 : 다중언어 연구학교 운영(1년차)
- 2019년 3월 4일 : 완성 학급 구성(1학년 256명, 2학년 260명, 3학년 250명 총 766명)
- 2019년 5월 1일 : 부산광역시교육청 학교 공간 혁신 사업 운영
- 2019년 6월 1일 : 교육인적자원부 사회정서교육 실험학교 운영
- 2020년 2월 7일 : 제1회 졸업식(졸업생 248명)
- 2023년 3월 1일 : 디지털 기반 미래교육 거점학교 운영 (부산광역시교육청 지정)
- 2023년 9월 1일 : 제4대 조미애 교장 취임
- 2025년 1월 20일 : 제6회 졸업식(졸업생 252명, 총 1,601명)
- 2025년 3월 4일 : 제9회 입학식(15학급 451명)

## 참고 자료
- 정관중학교 - 한국교육학술정보원 학교알리미